# أبريل برنارد
أبريل برنارد (بالإنجليزية: April Bernard)‏‏ (1956 في ويليامزتاون - ) روائية، وشاعرة، وكاتِبة من الولايات المتحدة.

## الجوائز
- زمالة غوغنهايم